# Heinz Niemeyer (Tischtennisspieler)
Heinz Niemeyer (* um 1937) ist ein deutscher Tischtennisspieler, der an der Europameisterschaft 1962 teilnahm.
Heinz Niemeyer begann seine Tischtenniskarriere bei Blau-Weiß Schenefeld, spielte ab 1961 beim Hamburger SV, danach ab 1965 wieder bei Blau-Weiß Schenefeld. Von 1962 bis 1964 gewann er dreimal in Folge die Hamburger Meisterschaft im Einzel.
1962 wurde er für die Individualwettbewerbe der Europameisterschaft in West-Berlin nominiert. Hier scheiterte er im Einzel in der ersten Runde an Fernando Huecas (Spanien). Im Doppel mit Rüdiger Reinecke siegte er gegen Kenneth Eloury/Edward O’Neill (Jersey) und verlor danach gegen Paul Bertrand/Guy Delabarre (Belgien). Auch das Mixed mit Ulla Paulsen überstand die erste Runde gegen Gérard Chergui/Martine Le Bras (Frankreich), verlor dann gegen die Silbermedaillengewinner Schöler/Simon (Deutschland). Im selben Jahr wurde er mit Dieter Michalek Deutscher Hochschulmeister im Herren-Doppel.
Heinz Niemeyer spielte meist mit seinem Bruder Horst in den gleichen Vereinen. Er ist verheiratet.